# Франсеск Миралес
Франсеск Миралес (на испански: Francesc Miralles) е испански каталонски преводач, издател, музикант и писател на произведения в жанра съвременен роман, исторически трилър, любовна драма и книги за самопомощ.

## Биография и творчество
Франсеск Миралес и Контийо е роден на 27 август 1968 г. в Барселона, Испания, в семейството на шивачка и служител. Учи в религиозно училище в Ла Рибера и гимназия в Монсерат. След това започва да учи журналистика в Автономния университет на Барселона, но след четири месеца прекъсва, става сервитьор в Готическия квартал и се учи да свири на пиано. На следващата година се връща в университета и учи английска филология като едновременно работи на временно в начално училище като учител по английски език. След пет години отново прекъсва следването си, започва да пътува по света и живее в Хърватия и Словения по време на въоръжените конфликти. След завръщането си в Барселона отново става студент и учи немска литература в Университета на Барселона и има курс за следдипломна квалификация. Заедно със следването си работи като преводач на немски (Хенинг Манкел) и английски книги за духовност и алтернативна терапия.
След дипломирането си работи тринадесет месеца като редактор в издателство, специализирано в книги за самопомощ и пише статии под псевдоним.
След напускане на издателството започва да пише романи. Първият му роман „Perdut a Bombai“ (Загубен в Бомбай) е публикуван през 2001 г. След публикуването му се посвещава на писателската си кариера.
През 2006 г. е издаден първият му роман „Любов с малки букви“ от поредицата „Самуел“. Главният герой, самотният преподавател Самуел, предлага чинийка с мляко на една котка, с което отключва магичния „ефект на пеперудата“, стигайки след поредица от случайности и дребни случки до любовта на Габриела. Книгата става бестселър и се счита за един от най-известните му романи. Продължението на историята е с романа му „Уаби-саби“.
Други много известни и превеждани романи са „Най-хубавото място на света е точно тук“ (2008) и „Иска ми се да сте били тук“ (2009).
Франсеск Миралес е автор е на десетки книги в различни литературни жанрове. Част от тях са в областта на приложната психология – книги за мотивация и самопомощ. Той е отличен с няколко престижни литературни награди. Много от творбите му са бестселъри.
Заедно с писателската си кариера публикува статии в „El País Semanal“ и в списанията „CuerpoMente“ и „Mentesana“. Сътрудник е на радиото и като литературен консултант на няколко издателства и агенции.

## Произведения

### Самостоятелни романи
- Perdut a Bombai (2001)
- Un haiku per l'Alícia (2002) – награда „Гран Ангулар“
- El somni d'Occident (2002)
- Café balcànic (2004)
- Jet Lag (2006)
- Barcelona Blues (2004)
- Interrail (2007) – награда „Колума Жов“
- El viaje de Índigo (2007)
- El Círculo Ámbar y los mandalas de Ávalon (2007)
- El mejor lugar del mundo es aquí mismo (2008) – с Каре Сантос
Най-хубавото място на света е точно тук, изд.: „AMG Publishing“, София (2016), прев. Боряна Дукова
- Ojalá estuvieras aquí (2009)
- El llegat de Judes (2010) – с Жоан Бруна
- Un corazón lleno de estrellas (2010) – с Алекс Ровира
- El bosque de la sabiduría (2011) – с Алекс Ровира
- La luz de Alejandría (2012) – с Алекс Ровира
- 4171 (2014)
- La lección secreta (2015)
- Un rayo de esperanza (2016)
Лъч надежда, изд. „Гнездото“ (2016), прев. Боряна Дукова
- Tú eres la noche (2017)

### Серия „Самуел“ (Samuel)
1. Amor en minúscula (2006)
Любов с малки букви, изд. „Гнездото“ (2017), прев. Свидна Михайлова
2. Wabi-Sabi (2013)
Уаби-саби, изд.: „AMG Publishing“, София (2016), прев. Веселка Ненкова

### Серия „Лео Видал“ (Leo Vidal)
1. O Quarto Reich (2007)
2. El secreto de Picasso (2011)
3. La profecia (2013)

### Серия „Завръщане“ (Retrum)
1. Cuando estuvimos muertos (2010)
2. La nieve negra (2011)

### Серия „Забвение“ (Øbliviøn)
1. Un cielo tras otro (2012)
2. Tormenta de estrellas (2012)
3. La vida secreta de la luna (2013)

### Документалистика
- Barcelona romántica (2004)
- La Barcelona insólita (2005)
- L'autoajuda al descobert (2006)
- Conversaciones sobre la felicidad (2007)
- El laberinto de la felicidad (2007) – с Алекс Ровира, награда „Торевиея“
- El bosque de la sabiduría (2011) – с Алекс Ровира
- El mapa del tesoro (2011) – с Алекс Ровира
- 365 ideas para cambiar tu vida (2012)
- La dieta espiritual (2013)
- Ikigai (2016) – с Ектор Гарсия
Икигай: тайните на Япония за дълъг и щастлив живот, изд. „Гнездото“ (2016), прев. Свидна Михайлова
- Latidos (2016) – с Хавиер Руеска

### Музикални албуми
- Hotel Guru (2007)